# 큰발칸쥐닮은햄스터
큰발칸쥐닮은햄스터(Calomyscus mystax)는 칼로미스쿠스과에 속하는 설치류의 일종이다. 투르크메니스탄 남서부와 이란 북부, 아제르바이잔 남부에서 발견된다. 소비에트연방의 유명한 동물학자 겸 생태학자 카슈카로프(Daniil Nikolaevich Kashkarov, 1878–1941)가 1925년에 처음 발견했다.